# Elezioni generali in Mozambico del 2014

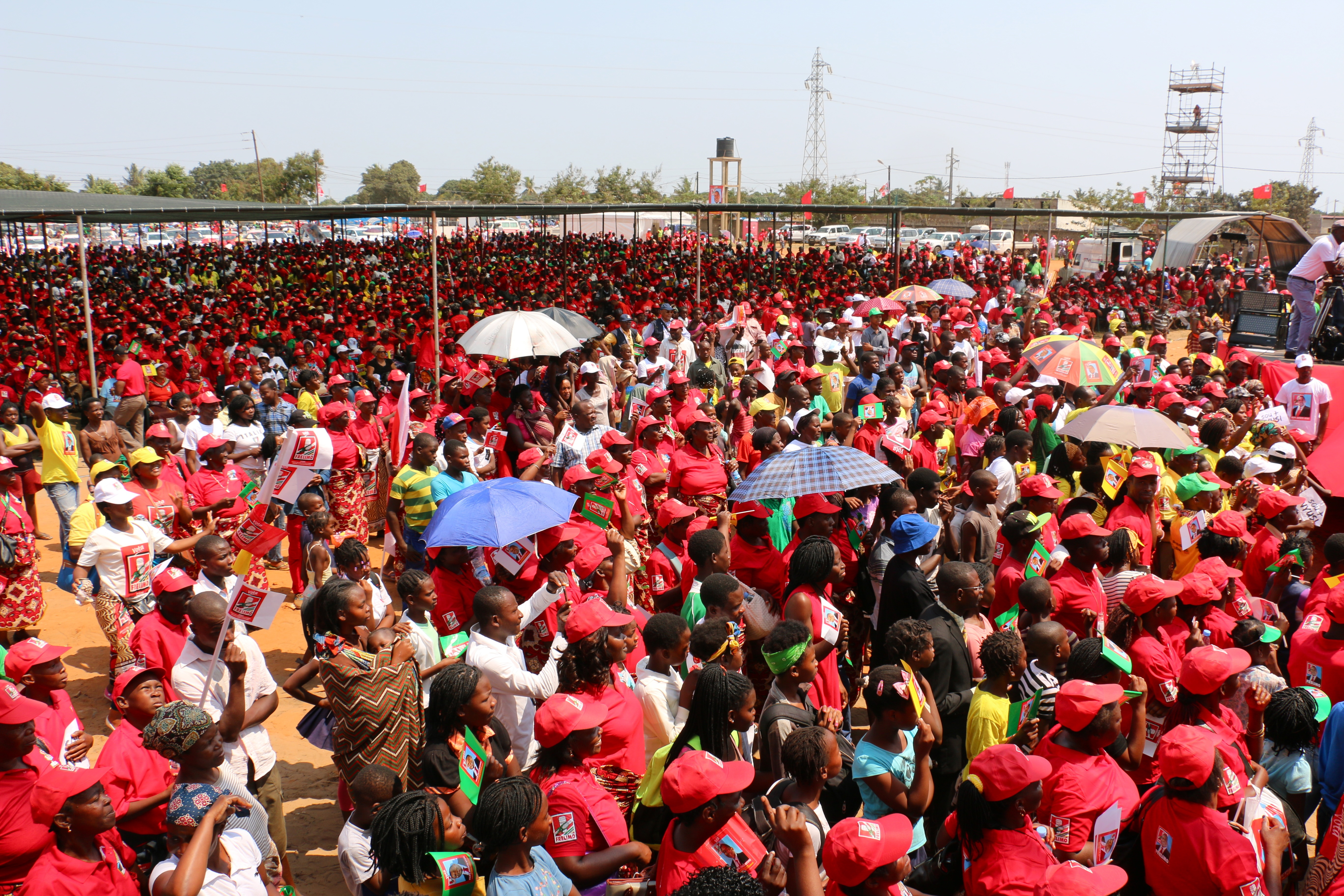
FRELIMO raduno di campagna

Le elezioni generali in Mozambico del 2014 si tennero il 15 ottobre per l'elezione del Presidente del Mozambico e dei membri del Parlamento.

## Risultati

### Elezioni presidenziali
| Candidati       | Partiti                             | Voti      | %     |
| --------------- | ----------------------------------- | --------- | ----- |
| Filipe Nyusi    | Fronte di Liberazione del Mozambico | 2 803 536 | 57,00 |
| Afonso Dhlakama | Resistenza Nazionale Mozambicana    | 1 800 448 | 36,60 |
| Daviz Simango   | Movimento Democratico del Mozambico | 314 759   | 6,40  |
| Totale          | Totale                              | 4 918 743 | 100   |

### Elezioni legislative
| Liste                                                                         | Voti      | %     | Seggi |
| ----------------------------------------------------------------------------- | --------- | ----- | ----- |
| Fronte di Liberazione del Mozambico                                           | 2 534 845 | 55,68 | 144   |
| Resistenza Nazionale Mozambicana                                              | 1 499 832 | 32,95 | 89    |
| Movimento Democratico del Mozambico                                           | 385 683   | 8,47  | 17    |
| Partido de Ampliação Social de Moçambique (PASOMO)                            | 10 656    | 0,23  | –     |
| Partido para a Paz, Democracia e Desenvolvimento/Aliança Democrática (PDD-AD) | 9 437     | 0,21  | –     |
| Partido da União para a Reconciliação (PUR)                                   | 8 929     | 0,20  | –     |
| Movimento da Juventude para Restauração da Democracia (MJRD)                  | 8 728     | 0,19  | –     |
| Partido de Liberdade e Desenvolvimento (PLD)                                  | 8 099     | 0,18  | –     |
| Partido de Reconciliação Nacional (PARENA)                                    | 7 872     | 0,17  | –     |
| Partido dos Verdes de Moçambique (PVM)                                        | 7 357     | 0,16  | –     |
| Movimento Nacional para Recuperação da Unidade Moçambicana (MONARUMO)         | 7 098     | 0,16  | –     |
| Partido Ecologista - Movimento da Terra (PEC-MT)                              | 6 922     | 0,15  | –     |
| Partido Humanitário de Moçambique (PAHUMO)                                    | 5 946     | 0,13  | –     |
| Movimento Patriótico para a Democracia (MPD)                                  | 5 779     | 0,13  | –     |
| Partido de Renovação Social (PARESO)                                          | 5 692     | 0,13  | –     |
| Aliança Independente de Moçambique (ALIMO)                                    | 5 671     | 0,12  | –     |
| União Eleitoral (UE)                                                          | 5 611     | 0,12  | –     |
| Partido Independente de Moçambique (PIMO)                                     | 4 593     | 0,10  | –     |
| Altri <0,10%                                                                  | 23 590    | 0,52  | –     |
| Totale                                                                        | 4 552 383 | 100   | 250   |

- Il totale dei voti validi supera di 43 unità la somma dei voti conseguiti dalle singole liste